# Nordine Ganso
Pour les articles homonymes, voir Ganso.
Nordine Ganso, né le 28 septembre 1996 à Cenon en Gironde, est un humoriste, chroniqueur et acteur français.

## Biographie

### Jeunesse et éducation
Nordine Ganso naît près de Bordeaux d'un père kino-congolais et d'une mère marocaine et algérienne,,,. Il suit un BTS assistant de gestion à Inseec

### Carrière

#### Humoriste et chroniqueur
En 2015, Nordine Ganso débute le stand-up de manière occasionnelle au Rocher de Palmer et au Gavé Style à Bordeaux.
En novembre 2017, il fait la première partie de l'humoriste Paul Séré à La Cigale et reçoit pour son sketch de 4 minutes le prix de « l'étudiant le plus drôle de France » de la sixième édition du Campus Comedy Tour, une victoire qui lance sa carrière. Après cela, il enchaîne les scènes ouvertes à Paris au Colin's Comedy Club, au Zig Zag Café, à l'Engrenage, au Paname Art Café, au Café Oscar ou encore au Debjam Comedy.
En 2018, il est finaliste du Festival d'humour de Paris. En 2019, il intègre la troupe du Jamel Comedy Club.
En 2019, il est à l'affiche de la Nouvelle Comédie Gallien à Bordeaux avec son spectacle « Fragilement drôle » qui porte sur les faiblesses humaines qu'il joue jusqu'en 2023.
En 2020, il fait partie de la sélection des 9 étoiles espoir humour du Parisien avec Morgane Cadignan, Fanny Ruwet, Doully, Laurie Peret, Inès Reg, Roman Frayssinet, Paul Mirabel, Djimo, Aymeric Lompret et Maxime Gasteuil. L'événement est diffusé le 4 janvier 2021 sur Canal Comédie+.
En 2023-2024, il tient la chronique « La Drôle d'humeur de Nordine Ganso » sur la radio France inter.
De janvier à avril 2024, il joue son spectacle « Violet » au Palais des Glaces à Paris sur sa vie personnelle et ses contradictions,. Il s'inspire de moments de vie, notamment avec son ami humoriste Ilyes Mela. La tournée se déroule en France, en Belgique et en Suisse.
Cette année-là, il est invité par Pierre Scheurette dans le podcast « Pourquoi c'est drôle l'humour ? » pour donner son avis sur la question en tant qu'humoriste en vogue.

#### Acteur
En 2019, Nordine Ganso incarne son propre rôle dans la série Jeune & Golri d'Agnès Hurstel diffusée sur OCS, aux côtés de l'humoriste Paul Mirabel. Depuis 2023, il interprète l'élève Boris Volodine dans la série Master Crimes sur TF1.
Cette même année, il fait aussi une apparition dans le clip du titre Petit Génie interprété par Jungeli, Imen Es, Alonzo, Abou Debeing et Lossa.

## Prix et récompenses
- 2019 : Étoile espoir humour du Parisien
- 2017 : Prix de l'étudiant le plus drôle de France[3]